# Ángel Granda
Ángel Granda Roque (Las Palmas de Gran Canaria, 19 de agosto de 1997) es un deportista español que compitió en vela en la clase RS:X. Participó en los Juegos Olímpicos de Tokio 2020, ocupando el décimo lugar en la clase RS:X.